# Eucalyptus amygdalina
Eucalyptus amygdalina ist eine Pflanzenart innerhalb der Familie der Myrtengewächse (Myrtaceae). Sie kommt in Tasmanien vor und wird dort „Black Peppermint“ genannt.

## Beschreibung

### Erscheinungsbild und Blatt
Eucalyptus amygdalina wächst in der Wuchsform der Mallee-Eukalypten, dies ist eine Wuchsform, die mehr strauchförmig als baumförmig ist, es sind meist mehrere Stämme vorhanden, die einen Lignotuber ausbilden; als Baum, der Wuchshöhen von bis zu 30 Meter erreicht. Die Borke verbleibt am Stamm und den größeren Ästen, manchmal auch an den kleineren Ästen glatt, ist grau oder grau-braun und kurzfasrig. An den oberen Teilen des Baumes ist sie glatt, weiß bis grau oder bräunlich und schält sich manchmal in Bändern. Öldrüsen gibt es sowohl im Mark der jungen Zweige als auch in der Borke.
Bei Eucalyptus amygdalina liegt Heterophyllie vor. An jungen Exemplaren sind die sitzenden Laubblätter bei einer Länge von 2,8 bis 5,5 cm und einer Breite von 0,2 bis 1,1 cm lanzettlich, sichelförmig gebogen, ganzrandig und grün. An mittelalten Exemplaren sind die gegenständigen, sitzenden Laubblätter lanzettlich, gerade, ganzrandig und blaugrün bemehlt oder bereift. Die Blattstiele an erwachsenen Exemplaren sind bei einer Länge von 0,4 bis 2,0 cm schmal abgeflacht oder kanalförmig.  Die auf Ober- und Unterseite gleichfarbig matt grünen, gestielten Blattspreiten an erwachsenen Exemplaren sind bei einer Länge von 5,5 bis 12 cm und einer Breite von 0,4 bis 1,2 cm linealisch bis schmal-lanzettlich, relativ dünn, sichelförmig gebogen, verjüngen sich zur Spreitenbasis hin und besitzen ein spitzes oder zugespitztes oberes Ende. Die kaum erkennbaren Seitennerven gehen in einem sehr spitzen Winkel vom Mittelnerv ab. Die parallel zum Blattrand verlaufenden, sogenannten Intermarginalnerven sind von diesem deutlich abgesetzt. In den Blattflächen sind wenige bis viele Öldrüsen vorhanden. Die Keimblätter (Kotyledone) sind nierenförmig.

### Blütenstand und Blüte
Seitenständig an einem bei einer Länge von 4 bis 10 mm und einer Breite von bis zu 3 mm im Querschnitt stielrunden, schmal abgeflachten oder kantigen Blütenstandsschaft stehen in einem einfachen Blütenstand etwa 11 bis 15 Blüten zusammen. Die Blütenknospen sind keulenförmig und nicht blaugrün bemehlt oder bereift, sondern grün bis gelb und gestielt und glatt bis leicht warzig. Die Kelchblätter bilden eine Calyptra, die bis zur Blüte (Anthese) vorhanden bleibt. Die glatte Calyptra ist halbkugelig, so lang und so breit wie der glatte Blütenbecher (Hypanthium). Die Blüten sind weiß oder cremeweiß.

### Frucht und Samen
Die Frucht ist bei einem Durchmesser von 5 bis 7 mm halbkugelig, kniescheiben- oder birnenförmig und drei- bis vierfächrig. Der Diskus ist flach oder leicht angehoben, die Fruchtfächer sind eingeschlossen oder stehen auf der Höhe des Randes.
Die Samen sind bei einer Länge von 1 bis 2 mm pyramidenförmig oder kubisch. Die braune Samenschale ist an der Rückseite glatt. Das Hilum befindet sich am oberen Ende.

## Vorkommen
Das natürliche Verbreitungsgebiet von Eucalyptus amygdalina ist Tasmanien, wobei die Art in der Mitte und im Osten der Insel häufiger auftritt als im Westen.

## Systematik
Die Erstbeschreibung von Eucalyptus amygdalina erfolgte 1806 durch Jacques Julien Houtou de Labillardière in Novae Hollandiae Plantarum Specimen, Volume 2, S. 14. Das Typusmaterial weist die Beschriftung in capite Van-Diemen auf. Das Artepitheton amygdalina ist vom lateinischen Wort amygdala für Mandel abgeleitet. Synonyme für Eucalyptus amygdalina Labill. sind Eucalyptus salicifolia Cav., Eucalyptus glandulosa Desf., Eucalyptus amygdalina Labill. var. amygdalina, Eucalyptus salicifolia Cav. var. salicifolia, Eucalyptus salicifolia Cav. orth. var., Eucalyptus amygdalina var. alpina Maiden, Eucalyptus amygdalina var. numerosa Maiden, Eucalyptus calyculata Link ex Maiden, Eucalyptus numerosa Maiden und Eucalyptus globularis DC. nom. inval.
Eucalyptus amygdalina bildet mit verschiedenen anderen Eukalyptusarten natürliche Hybriden, so mit Eucalyptus coccifera, Eucalyptus linearis, Eucalyptus nitida, Eucalyptus pauciflora, Eucalyptus pulchella, Eucalyptus risdonii, Eucalyptus sieberi, Eucalyptus sieberiana und Eucalyptus simmondsii.

## Nutzung
Das Kernholz von Eucalyptus amygdalina dient zur Herstellung von leichten Konstruktionen, Tischlerarbeiten und Zäunen sowie als Brennholz. Aus den Laubblättern wird Eukalyptusöl gewonnen.